# حصار أباد (ده كردي)
حصار أباد (بالفارسية: حشرآباد) هي مستوطنة تقع في إيران في البلدة المركزية. يقدر عدد سكانها بـ 32 نسمة .